# Повітряний десант

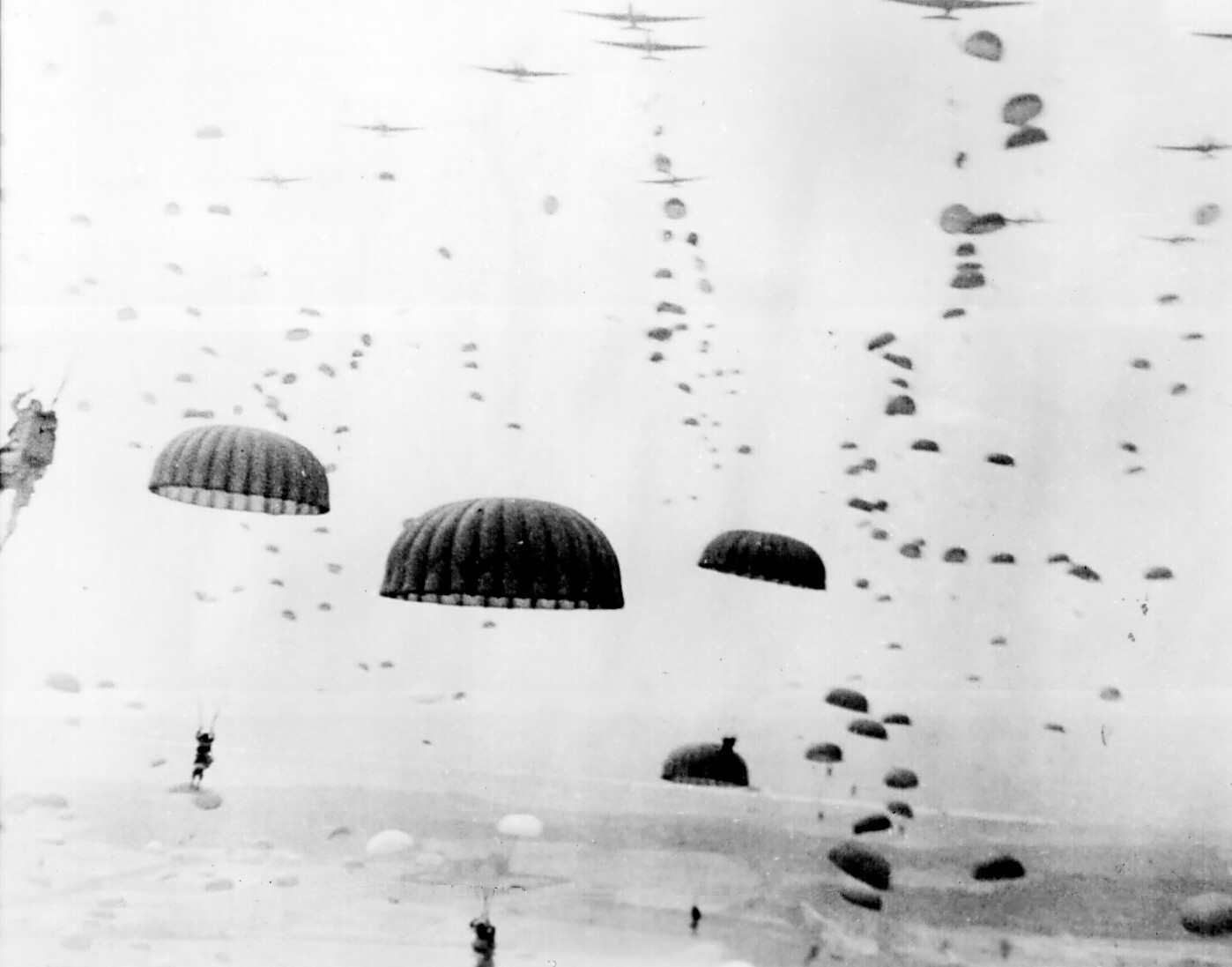
Десантування англо-американців під час проведення операції «Маркет Гарден» в Голландії 17 вересня 1944

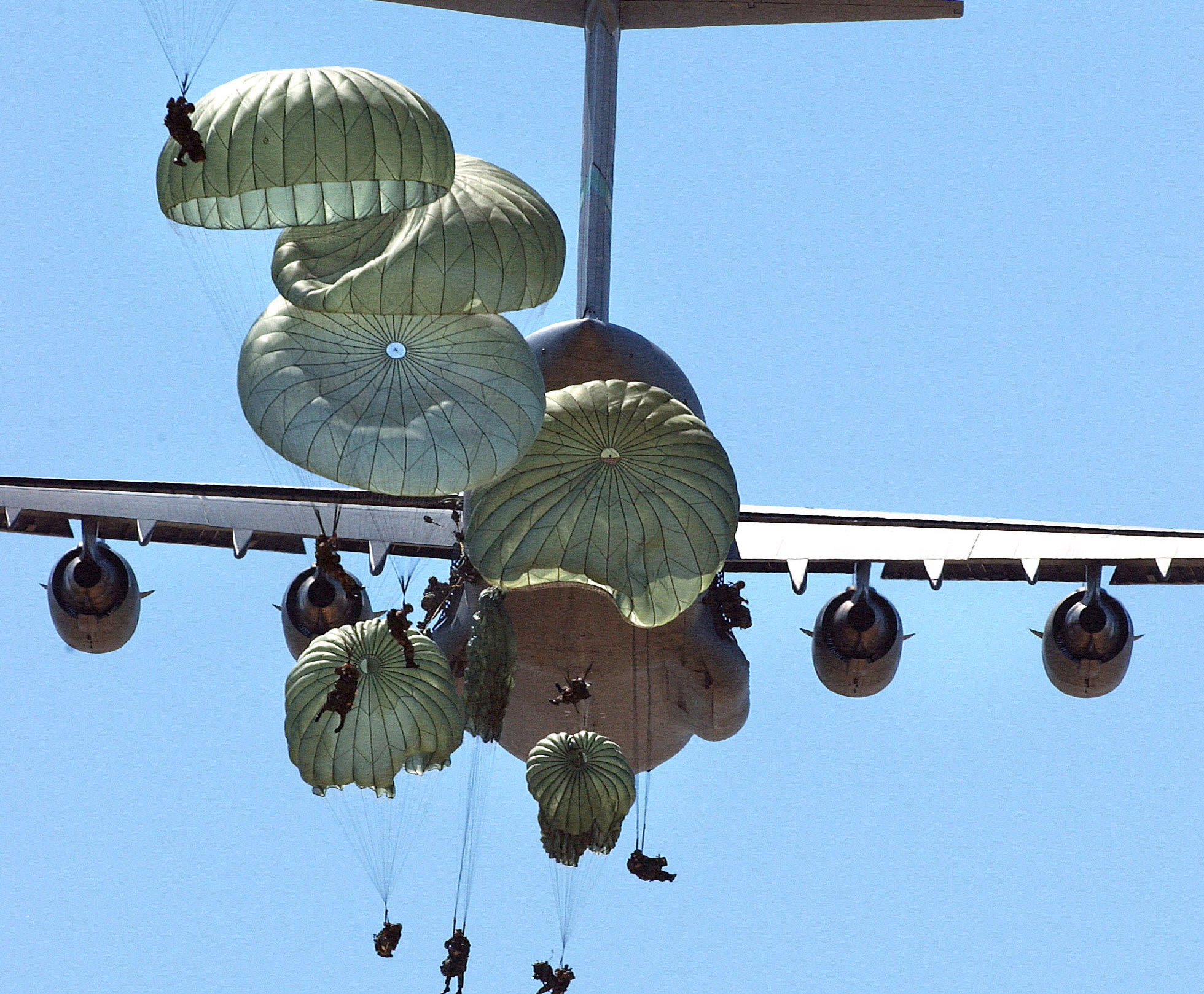
Десантування 82-ї пдд на навчаннях

Пові́тряний деса́нт (від фр. descente — «висадка», «спуск») — спеціально підготовлені з'єднання, частини та підрозділи, які доставлені в тил противника літаками військово-транспортної авіації, вертольотами армійської авіації, планерами, або іншими літальними апаратами для виконання бойових (спеціальних) завдань.
За кількістю військ, що залучаються, характером завдань, які виконуються, глибині висадки (викидання) десанти можуть бути:
- оперативно-стратегічними,
- оперативними,
- оперативно-тактичними,
- тактичними та
- спеціального призначення.

Тактичні повітряні десанти виділяються, як правило, із складу загальновійськових об'єднань, з'єднань і частин, які висаджуються в тилу противника з вертолітів для сприяння військам, що наступають з фронту, в прориві оборонних позицій противника, знищенні тактичної ядерної зброї, пунктів управління, захопленні та утриманні мостів, переправ та виконанні інших задач.
Основу оперативно-стратегічних і оперативних повітряних десантів складають з'єднання і частини повітряно-десантних військ, десантно-штурмових та аеромобільних військ, іноді до їхнього складу можуть додаватися механізовані війська. Вони здійснюють десантування в глибокому тилу противника для оволодіння важливими воєнно-економічними районами, дезорганізації державного та військового управління, знищення засобів ядерного нападу та найважливіших військових об'єктів. За засобами висадки повітряні десанти поділяються на парашутні, посадочні та комбіновані (парашутно-посадочні).
При проведенні парашутного десанту увесь особовий склад, бойова техніка, матеріальні засоби десантуються на парашутах та вантажних багатокупольних парашутних системах. Десант може буде висаджений у будь-якому місці, у будь-який час дня і ночі, безпосередньо на об'єкт, поблизу об'єкта захоплення (на відстані до 3 км) та на деякій відстані від об'єкта (понад 3 км).
Посадочний десант висаджується з літаків, вертольотів або планерів, використовуючи захопленні аеродроми та посадочні майданчики в тилу противника.
При проведенні комбінованого десантування особовий склад та легке озброєння десантується на парашутах, а важка бойова техніка та її екіпажі (обслуга) висаджуються з літаків на захоплених парашутистами аеродромах та майданчиках.
Повітряно-десантні підрозділи, частини та з'єднання десантуються, як правило, літаками і діють самостійно, десантно-штурмові та аеромобільні підрозділи, частини та з'єднання десантуються, як правило, на вертольотах і діють спільно з ними, але всі вони готуються для ведення боїв, бойових, десантно-штурмових, рейдових, антитерористичних та миротворчих дій і можуть десантуватися парашутним, посадочним та комбінованим способом вертольотами і літаками в залежності від поставлених бойових завдань та умов обстановки.